# Liste der Bodendenkmäler in Hetzles
Auf dieser Seite sind die Bodendenkmäler in der oberfränkischen Gemeinde Hetzles zusammengestellt. Diese Tabelle ist eine Teilliste der Liste der Bodendenkmäler in Bayern. Grundlage ist die Bayerische Denkmalliste, die auf Basis des Bayerischen Denkmalschutzgesetzes vom 1. Oktober 1973 erstmals erstellt wurde und seither durch das Bayerische Landesamt für Denkmalpflege geführt wird. Die folgenden Angaben ersetzen nicht die rechtsverbindliche Auskunft der Denkmalschutzbehörde.

## Bodendenkmäler in Hetzles
| Lage       | Objekt | Akten-Nr.     | Bild |
| ---------- | --- | ------------- | ---- |
| (Standort) | Brandgräber der Urnenfelderzeit und Siedlung der späten Latènezeit. | D-4-6332-0050 |      |
| (Standort) | Siedlung des Jungneolithikums. | D-4-6332-0052 |      |
| (Standort) | Siedlung der späten Bronzezeit. | D-4-6332-0053 |      |
| (Standort) | Vermutlich Freilandstation des Mesolithikums und Siedlung des späten Neolithikums. | D-4-6332-0054 |      |
| (Standort) | Siedlung vorgeschichtlicher Zeitstellung. | D-4-6332-0055 |      |
| (Standort) | Siedlung der späten Latènezeit. | D-4-6332-0056 |      |
| (Standort) | Siedlung der späten Latènezeit. | D-4-6332-0057 |      |
| (Standort) | Siedlung der Hallstattzeit. | D-4-6332-0058 |      |
| (Standort) | Vermutlich Freilandstation des Mesolithikums sowie Siedlung der späten Bronzezeit und der Hallstattzeit. | D-4-6332-0060 |      |
| (Standort) | Siedlung vorgeschichtlicher Zeitstellung. | D-4-6332-0063 |      |
| (Standort) | Siedlung vorgeschichtlicher Zeitstellung, darunter Siedlung der Glockenbecherkultur. | D-4-6332-0064 |      |
| (Standort) | Siedlung vorgeschichtlicher Zeitstellung. | D-4-6332-0116 |      |
| (Standort) | Siedlung vorgeschichtlicher Zeitstellung. | D-4-6332-0117 |      |
| (Standort) | Siedlung vorgeschichtlicher Zeitstellung. | D-4-6332-0118 |      |
| (Standort) | Siedlung vorgeschichtlicher Zeitstellung. | D-4-6332-0119 |      |
| (Standort) | Siedlung vorgeschichtlicher Zeitstellung. | D-4-6332-0120 |      |
| (Standort) | Siedlung vorgeschichtlicher Zeitstellung. | D-4-6332-0121 |      |
| (Standort) | Siedlung vorgeschichtlicher Zeitstellung. | D-4-6332-0122 |      |
| (Standort) | Siedlung vorgeschichtlicher Zeitstellung. | D-4-6332-0123 |      |
| (Standort) | Siedlung vorgeschichtlicher Zeitstellung. | D-4-6332-0124 |      |
| (Standort) | Siedlung vorgeschichtlicher Zeitstellung. | D-4-6332-0125 |      |
| (Standort) | Siedlung vorgeschichtlicher Zeitstellung. | D-4-6332-0126 |      |
| (Standort) | Siedlung vorgeschichtlicher Zeitstellung. | D-4-6332-0127 |      |
| (Standort) | Siedlung vorgeschichtlicher Zeitstellung. | D-4-6332-0128 |      |
| (Standort) | Siedlung vorgeschichtlicher Zeitstellung. | D-4-6332-0129 |      |
| (Standort) | Vermutlich verebnete Grabhügel der Hallstattzeit. | D-4-6332-0131 |      |
| (Standort) | Vermutlich Wüstung des späten Mittelalters. | D-4-6332-0153 |      |
| (Standort) | Siedlung vor- und frühgeschichtlicher Zeitstellung. | D-4-6332-0154 |      |
| (Standort) | Siedlung der späten Latènezeit. | D-4-6332-0160 |      |
| (Standort) | Siedlung vorgeschichtlicher Zeitstellung. | D-4-6332-0165 |      |
| (Standort) | Untertägige Bauteile der spätmittelalterlichen bis neuzeitlichen Pfarrkirche, Fundamente mittelalterlicher Vorgängerbauten und der abgegangenen, mittelalterlichen Kirchenburganlage sowie Körpergräber des Mittelalters und der Neuzeit. | D-4-6332-0176 |      |
| (Standort) | Vermutlich Freilandstation des Mesolithikums und Siedlung des Jungneolithikums sowie Gräberfeld der Urnenfelderzeit. | D-4-6332-0240 |      |